# 12G busz (Miskolc)
A miskolci 12G jelzésű garázsjárati autóbuszvonal a Szondi György utca, a Búza tér és a Repülőtér / Bosch között húzódik, amelyet a Miskolc Városi Közlekedési Zrt. üzemeltet.

## Története
A 2011-es júniusi új menetrenddel új változások is életbe léptek, mint az is, hogy nyártól az utazóközönség a személyzeti járatokat is igénybe veheti, főleg az éjszakai közlekedésre. A járat tesztüzemként indult, ami arra volt hivatott, hogy kitapasztalják, van-e elég igény a járatok működtetésére. Ezzel szemben a projekt csak egy éven át volt működőképes, 2012 júniusáig.
Az MVK Zrt. 2020 szeptemberi menetrendi-változtatásával többek között 12G jelzéssel garázsjáratokat indított a Szondi György utcáról, melyek a Repülőtér / Bosch végállomsásig közlekednek, útja során érintve a Zsolcai kapun keresztül a Búza teret, majd onnan a Szentpéteri kapun át éri el végpontját.

## Útvonala
A Szondi György utca felől is több járat a Tiszai pályaudvar érintésével jár, azonban az összes indításon igényelhető a vasútállomáshoz való kitérés.
| Szondi György utca – (Tiszai pályaudvar –) Búza tér – Repülőtér/BOSCH | Repülőtér/BOSCH – Búza tér – Szondi György utca |
| --- | --- |
| Szondi György utca ➝ Üteg utca ➝ Baross Gábor út ➝ (Kandó Kálmán tér ➝ Tiszai pályaudvar ➝ Kandó Kálmán tér ➝) Baross Gábor út ➝ Bajcsy-Zsilinszky út ➝ Soltész-Nagy Kálmán utca ➝ Zsolcai kapu ➝ Ady Endre utca ➝ Arany János tér ➝ Szentpéteri kapu ➝ Repülőtér/BOSCH | Repülőtér/BOSCH ➝ Szentpéteri kapu ➝ Arany János tér ➝ Ady Endre utca ➝ Zsolcai kapu ➝ Soltész-Nagy Kálmán utca ➝ Bajcsy-Zsilinszky út ➝ Baross Gábor út ➝ Üteg utca ➝ Szondi György utca |

## Közlekedése
A Szondi György utca irányából
- munkanapokon kora hajnaltól reggelig,
- hétvégén kora hajnaltól reggelig, valamint délután;

A Repülőtér / Bosch irányából
- munkanapokon délután, valamint estétől késő éjszakáig,
- hétvégén reggel, délután, valamint estétől késő éjszakáig indulnak autóbuszok.

A hét minden napján az autóbuszgarázstól 8-9, míg ellenkező irányból 14-19 járat indul.

## Megállóhelyei
| 0                                                                                 | Szondi György utca végállomás | 0.0 km | 0  | 1G, 7, 14G, 21G, 35G, 101B, 900, 935, Auchan 1 3706, 3710, 3712, 3715, 3716, 3717, 3718, 3719, 3720, 3721, 3722, 3723, 3724, 3726, 3727, 3728, 3729, 3730, 3731, 3733, 3734, 3735, 3736, 3737 |
| ∫                                                                                 | Üteg utca (↑)                 | ∫      | ∫  | 1G, 7, 8, 14G, 21G, 32G, 34G, 35G, 101B, 900, 901, 935 3724 |
| Tanítási napokon 4; tanszünetben munkanapokon 3; hétvégén 5 járat által érintett. |                               |        |    | |
| ∫                                                                                 | Tiszai pályaudvar             | ∫      | ∫  | 1, 1G, 1VP, 3, 3A, 8, 21, 30, 31, 101B, 900, 901, 935 1383 3724, 3738, 3751, 3752, 3753, 3755, 3764 1, 1A, 2 expresszvonat, IC, InterRégió, sebesvonat, személyvonat – Miskolc-Tiszai (80, 90, 92, 94) |
| 1                                                                                 | Selyemrét                     | 0.8 km | 4  | 1, 1G, 1VP, 3, 7, 14G, 21, 21G, 30, 31, 32G, 34G, 35G, 900, 901, 935, Auchan 1 3706, 3724, 3726, 3738, 3751, 3752 1, 1A, 2 |
| 2                                                                                 | Bajcsy-Zsilinszky út          | 1.4 km | 6  | 1, 1G, 3, 4, 7, 32G, 34G, 101B, 900, 935 3706, 3724, 3726, 3738, 3752 |
| 3                                                                                 | Búza tér / Zsolcai kapu       | 1.9 km | 7  | 1, 1G, 3, 3A, 4, 7, 11, 20, 20A, 24, 28, 32, 32G, 34G, 43, 44, 45, 101B, 900, 914, 935 1050, 1053, 1369, 1370, 1372, 1373, 1374, 1375, 1376, 1377, 1380, 1381, 1383, 1384, 1410, 1411 3700, 3701, 3702, 3703, 3704, 3705, 3706, 3707, 3708, 3709, 3710, 3711, 3712, 3714, 3715, 3716, 3717, 3718, 3719, 3720, 3721, 3722, 3723, 3724, 3726, 3727, 3728, 3729, 3730, 3731, 3733, 3734, 3735, 3736, 3737, 3738, 3739, 3740, 3741, 3742, 3743, 3744, 3745, 3746, 3747, 3748, 3749, 3750, 3751, 3752, 3753, 3754, 3755, 3757, 3760, 3761, 3764, 3765, 3766, 3767, 3770, 3772, 3773, 3774, 3775, 3776, 3777, 4019 |
| 4                                                                                 | Szeles utca                   | 2.4 km | 9  | 1, 1G, 12, 14, 14G, 20, 34G, 36, 54, 101B, 900, 914, 935 |
| 5                                                                                 | Álmos utca                    | 2.9 km | 10 | 12, 14, 14G, 20, 36, 54, 914 |
| 6                                                                                 | Leventevezér utca             | 3.2 km | 11 | 12, 14, 14G, 20, 36, 54, 914 3700, 3701, 3702, 3703, 3704, 3705, 3707, 3714, 3754, 3757, 3760, 3761, 3763, 3764, 3765, 3770, 3772, 3773, 3774, 3775, 3776, 3777 |
| 7                                                                                 | Megyei kórház                 | 3.9 km | 13 | 3A, 12, 14, 14G, 20, 24, 36, 54, 914 1369, 1384, 1410, 1411 3700, 3701, 3702, 3703, 3704, 3705, 3707, 3708, 3709, 3711, 3714, 3754, 3757, 3760, 3761, 3763, 3764, 3765, 3766, 3767, 3769, 3770, 3772, 3773, 3774, 3775, 3776, 3777 |
| 8                                                                                 | Napsugár Otthon               | 4.5 km | 14 | 3A, 12, 14, 14G, 20, 24, 36, 54, 914 |
| 9                                                                                 | Repülőtér / Bosch végállomás  | 4.9 km | 15 | 3A, 8, 12, 14, 14G, 20, 36, 54, 240, 914 1369, 1384, 1410, 1411 3700, 3701, 3702, 3703, 3704, 3705, 3707, 3708, 3709, 3711, 3714, 3754, 3757, 3760, 3761, 3763, 3764, 3765, 3766, 3767, 3769, 3770, 3772, 3773, 3774, 3775, 3776, 3777 |